# Zug (grad)
Zug je glavni grad švicarskog kantona Zug.

## Stanovništvo
Grad ima 26 901 stanovnika (stanje na dan 31. prosinca 2011.).

## Vanjske poveznice
- Službene stranice grada  Arhivirana inačica izvorne stranice od 2. ožujka 2013. (Wayback Machine) (njem.)